# 慈利県
慈利県（じり-けん）は中華人民共和国湖南省張家界市に位置する県。

## 行政区画
- 街道：零陽街道、金慈街道
- 鎮：岩泊渡鎮、渓口鎮、東岳観鎮、通津鋪鎮、杉木橋鎮、象市鎮、江埡鎮、苗市鎮、零渓鎮、高橋鎮、竜潭河鎮、広福橋鎮、三合鎮、二坊坪鎮
- 郷：南山坪郷、洞渓郷、楊柳鋪郷
- 民族郷：三官寺トゥチャ族郷、高峰トゥチャ族郷、許家坊トゥチャ族郷、金岩トゥチャ族郷、趙家崗トゥチャ族郷、甘堰トゥチャ族郷、陽和トゥチャ族郷